# Antony Warmbold
Antony Warmbold foi um piloto de ralis alemão.
As equipes que ele participou foram a Toyota e a Ford. O seu primeiro rally foi o de Portugal em 2001 e o último foi em 2005 na Austrália.